# Prîvilne, Bilovodsk
Prîvilne (în ucraineană Привільне) este un sat în comuna Ievsuh din raionul Bilovodsk, regiunea Luhansk, Ucraina.

## Demografie
Componența lingvistică a localității Prîvilne
     Ucraineană (98,35%)
     Rusă (1,65%)
Conform recensământului din 2001, majoritatea populației localității Prîvilne era vorbitoare de ucraineană (98,35%), existând în minoritate și vorbitori de rusă (1,65%).